# Отрута корони
«Отру́та коро́ни» (фр. Les Poisons de la Couronne) — історичний роман французького письменника Моріса Дрюона, третій в серії «Прокляті королі». Є прямим продовження роману «Задушена королева». Французькою був виданий у 1956 та 1973 роках.
В цій частині роману ще тісніше переплітаються історія нравів та історія королівського дому: подорож принцеси Клеменції Угорської з Неаполя до Парижа, королівське весілля, невдалий похід короля Людовика до Фландрії, операції банківського дому Толомеї та смерть самого Людовика від рук графині Маго Артуа, у якої він за спонуканням Робера Артуа забрав її графство.

## Сюжет

### Частина перша. Франція чекає на королеву
Розділ I. Прощання в Неаполі
Королева Марія Угорська проводжає поглядом корабель, на якому її онука вирушає до Франції. Вона задоволена майбутнім шлюбом Клеменції та становищем, які займають інші її онуки. Клеменція щаслива стати королевою Франції і з нетерпінням чекає на своє весілля.
Розділ II. Буря
Корабель «Святий Іоанн» потрапляє в шторм. Незважаючи на знищені паруса та мачти, капітан причалює до берегів Франції. Клеменція дає обіцянку назвати свого майбутнього сина Іоанном. Сходячи з корабля Гуччо послизається і падає у воду. Його відправляють до лікарні.
Розділ III. Лікарня для бідних
Гуччо сильно поранив ногу під час падіння і тепер змушений лежати в лікарні Марселя. Він засмучений тим, що не зможе потрапити на королівське весілля. Перед від'їздом з Марселя Клеменція особисто приходить попрощатися з Гуччо.
Розділ IV. Зловісні ознаки
Погода у Франції стрімко погіршала. З берегів почали виходити найбільші річки. Клеменція бачить погані знаки в трагічних подіях, що сталися з нею після відплиття з Неаполя. По дорозі до Парижу Дюез зустрічається з майбутньою королевою. У Вьєнні Клеменція дізнається, що Людовик відбув на війну з фламандцями.
Розділ V. Здіймається королівський стяг
Король Людовик обурений відмовою Фландрії скласти присягу королю і платити податок. Він вирішує відповісти збройним нападом на Куртре. Щоб отримати гроші на війну, Валуа стягує кошти з усіх верств, спричиняючи обурення підданих. Через постійні дощі військо змушене ставити табір поблизу Лілля.
Розділ VI. Грязьовий похід
Армія короля переживає складні часи. Через зливи частина провізії не змогла доїхати до табору, солдати почали хворіти, трапляються бійки за їжу. Гоше пропонує відступити та перечекати негоду, його підтримує Філіпп Пуатьє. Король та Валуа прагнуть дати бій. Артуа пропонує відмовитись від бою та повернутись до Фландрії навесні, король погоджується. Жан де Лонгві прагне помсти за страченого дядька. Він відправляє колишнього тамплієра Еврара до кардинала Гаєтані для укладення угоди.
Розділ VII. Приворотне зілля
Беатриса приносить Маго приворотне зілля. Під час зустрічі з Філіппом Пуатьє, Маго підсипає йому зілля, сподіваючись, що той знову закохається в свою дружину. Під час розмови вона просить повернути Жанну з вигнання і натякає, що інакше забере Бургундію, якою Філіпп керує як чоловік Жанни.
Розділ VIII. Сільське весілля
В селі Сен-Ліе король та Клеменція укладають шлюб. Під час бенкету Філіпп просись помилування для дружини і отримує згоду короля, натомість Карл отримує категоричну відмову, коли просить звільнити Бланку або принаймні перевести її в монастир. Наступного для королівська свита прибуває в Рейм для коронації.

### Частина друга. Після Фландрії — графство Артуа
Розділ I. Баламути
В графстві Артуа назріває переворот. Робер намагається позбавити свою тітку влади і тому спонсорує повстанців.
Розділ II. Графиня Пуатьє
Жанна у супроводі Беатриси повертається з монастиря. На замок Віц нападають повстанці, в той момент, коли там знаходиться Жанна. Вони хочуть примусити Маго пристати на їх умови. Разом з Жанною повтанці вирушають на Геден.
Розділ III. Друге королівське подружжя
Жанна зустрічається з матір'ю в Гедені. Разом з нею приїздять барони-повстанці, які намагаються висунути свої умови. Філіпп Пуатьє переконує баронів зупинити повстання та підписати мирну угоду.
Розділ IV. Дружба служниці
Клеменція стурбована тим, що за п'ять місяців шлюбу не змогла завагітніти, тим більше, що Жанна чекає на дитину від Філіппа. Вона питає в Еделіни по доньку чоловіка Жанну. Еделіна розуміє хвилювання королеви і відкриває їй свою таємницю: позашлюбну доньку короля. А також розповідає про темну сторону короля: вбивство Маргарити та катування слуг Нельської вежі.
Розділ V. Вилка і лавочка
Клеменція змушує чоловіка зізнатися у своїх злочинах і просить його покаятись. Людовик обіцяє своїй дружині виконати всі її прохання після того як вирішить питання з графством Артуа.
Розділ VI. Тяжба
Відбувається засідання між Маго та Робером. Поки Морне зачитує рішення короля, Людовик думає над словами астролога стосовно своєї майбутньої дитини та планує паломництво з дружиною. Маго обурена рішенням стосовно Тьєрі. Король забороняє їй повертатись в графство поки не було підписано мирну угоду.

### Частина третя. Строк комети
Розділ I. Новий господар Нофля
В Нофлі готуються до приїзду Гуччо. Марі радіє дізнавшись про це і говорить брату, що незабаром Гуччо попросить її руки. Жан повідомляє про це матері і вони, попри заперечення П'єра, виступають категорично проти такого шлюбу.
Розділ II. Мадам Еліабель приймає гостя
Гуччо прибуває до замку Крессе. Під час святкової вечері йому повідомляють новину: Марі заручена з дворянином з графства Артуа. Гуччо іде в Нофль з наміром негайно повернутись в Париж, але перед виїздом служниця замку Крессе просить його зустрітись з Марі. Гуччо їде до дівчини.
Розділ III. Вінчання опівночі
Гуччо зустрічається з Толомеї і розповідає йому про Марі, яку примушують вийти заміж. Толомеї домовляється із священиком, який таємно повінчає молодих людей. Гуччо їде до замку Крессе і вночі таємно одружується з Марі.
Розділ IV. Комета
Король і королева ідуть в Амьєн на паломництво і повернувшись звідти королева сподівається народити дитину. У Франції починається голод через нестачу зерна, особливо важко доводиться містянам. В кометі, яка в цей період пролітає над Францією, народ вбачає ще більші нещастя.
Розділ V. Кардинал насилає порчу на короля
До короля приводять Еврара на допит. Він розповідає про кардинала Гаєтані, який, як виявляється, прагне позбавитися від Людовика та Філіппа Пуатьє. Для цього він прагне наслати порчу, яка врешті-решт вб'є обох. Король отримує новину про вагітність дружини.
Розділ VI. «Беру графство Артуа під свою руку»
Графиня Маго знову відмовляється підписувати угоди стосовно графства Артуа. Король призначає тимчасового керівника графством і забороняє Маго повертатись додому. Графиня вирішує, що лише вбивство короля зможе вирішити її проблеми і починає обдумувати план разом з Беатрісою.
Розділ VII. Під час відсутності короля
Графиня Маго відвідує королеву разом з донькою Жанною. Жінки оглядають гобелени у спальні королеви і під час цього Маго кладе отруєні драже до солодощів короля.
Розділ VIII. Монах помер
Марі та Гуччо приховують свій шлюб, оскільки не отримали дозвіл сім'ї на нього. Під час однієї з зустрічей в Нофлі Марі повідомляє про свою вагітність. Гуччо радіє і сподівається, що тепер сім'я Крессе визнає шлюб. Проте, дізнавшись про вагітність доньки, мадам Еліабель велить віддати її в монастир. Брати Крессе їдуть до Нофля з наміром убити Гуччо і лише втеча рятує його. Толомеї просить допомоги у Бокаччо.
Розділ IX. Траур над Венсенном
Король Людовик у важкому стані. Всі готуються до смерті короля. Людовик дає останні розпорядження стосовно заповіту.
Розділ X. Толомеї молиться за короля
До Толомеї приїздять брати Крессе. Він влаштовує їм невелику виставу: зібравши всіх своїх слуг, повідомляє про смерть короля і велить всім молитися за його упокій. Після цього розповідає про втечу племінника за кордон і обіцяє позбавити його спадку за ганьбу, що той завдав.
Розділ XI. Хто буде регентом
Після смерті Людовика на термінову нараду збираються всі присутні на той момент в Парижі вельможі. Їм потрібно ухвалити рішення щодо регента. Карл Валуа сподівається, що оберуть його, проте Людовик д'Евре наполягає на молодшому браті Людовика, який мусить негайно повернутись до Парижа. Під час наради Матьє де Трі повідомляє тривожну новину: собака випадково лизнула закривавлене Людовиком простирадло і одразу ж померла, що може свідчити про отруєння короля.

## Ключові персонажі
Король Франції і Наварри:
- Людовик X, на прізвисько Сварливий, син Філіппа IV Вродливого і Жанни Наваррської, правнук Людовика Святого, вдівець після смерті Маргарити, 26 років.

Королева Франції:
- Клеменція Угорська, праправнучка одного з братів Людовика Святого, внучка Карла II Анжу-Сицилійського і Марії Угорської, дочка Карла Мартела і сестра Шаробера, короля Угорщини, племінниця короля Роберта Неаполітанського, 22 роки.

Брати короля:
- Філіпп, граф Пуатьє, граф Бургундський, сір Саленський, пер Франції, майбутній Філіпп V, 22 роки.
- Карл, граф де ла Марш, майбутній Карл IV, 21 рік.

Гілка Валуа:
- Карл, брат покійного короля Філіппа Вродливого, носить титул імператора Константинопольського, граф Романський, пер Франції, дядько короля Людовика, 45 років.
- Філіпп Валуа, син Карла, майбутній Філіп VI, 22 роки.

Гілка д'Евре:
- Людовик, брат Філіппа Вродливого, граф д'Евре, дядькео короля, близько 41 року.

Гілка Артуа, починається від одного з братів Людовика Святого:
- Робер III Артуа, сеньор Конша, граф Бомон-ле-Роже, 28 років.
- Маго, графиня Артуа, його тітка, пер Франції, 41 рік.
- Жанна Бургундська, дочка графині Маго Артуа і дружина графа Філіппа Пуатьє, брата короля, близько 22 років.

Головні королівські сановники:
- Етьєн де Морне, канонік, канцлер.
- Гоше де Шатійон, конетабль.
- Матьє де Трі, перший камергер Людовика Х.
- Юг де Бувілль, колишній камергер Філіппа Вродливого, відісланий з особливим дорученням до Неаполітанського короля.
- Міль де Нуайє, легіст, радник короля, колишній маршал війська графа Пуатьє.

Сімейство д'Ірсон:
- Тьєрі, канонік, прево Ейре, канцлер графині Маго Артуа.
- Дені, його брат, казначей графині Маго Артуа.
- Беатриса, їх племінниця, придворна дама графині Маго Артуа.

Ломбардці:
- Спінелло Толомеї, банкір із Сієни, що влаштувався в Парижі, 61 рік.
- Гуччо Бальоні, його племінник, близько 19 років.

Сімейство де Крессе:
- Мадам Еліабель, вдова сіра де Крессе, близько 40 років.
- П'єр і Жан, її сини, 21 і 23 роки.
- Марі, її донька, 17 років.

Тамплієри:
- Жан де Лонгві, племінник останнього Великого магістра ордену тамплієрів.
- Еврар, писар, колишній лицар-тамплієр.

А також:
- Королева Марія Угорська, вдова Карла II Анжу-Сицилійського, на прізвисько Кульгавий, мати короля Роберта Неаполітанського і Карла Мартела Угорського, бабуся Клеменції Угорської, 70 років.
- Жак Дюез, кардинал курії, майбутній папа Іоан XXII, 70 років.
- Еделіна, перша коханка Людовика Х.

Повсталі сеньйори Артуа:
- Комон, Фієнн, Гіньї, Журні, Кенті, Кієрес, Лік, Лонгвільє, Лоос, Недоншель, Суастр, Сен-Венан, Варрен.